# 凹孔角翼甲螨属
凹孔角翼甲螨属（学名：Foveolachipteria）为角翼甲螨科的一个属。

## 下级分类
本属包括以下物种：
- 对凹孔角翼甲螨 Foveolachipteria adversus